# 波拿巴 (愛荷華州)
波拿巴（英語：Bonaparte）是一個位於美國愛荷華州范布倫縣的城市。

## 地理
波拿巴的座標為40°42′00″N 91°48′03″W / 40.70000°N 91.80083°W，而該地的平均海拔高度為167米（即548英尺）。

## 人口
根據2010年美國人口普查的數據，波拿巴的面積為0.96平方千米，當中陸地面積為0.96平方千米，而水域面積為0.00平方千米。當地共有人口433人，而人口密度為每平方千米451人。